# Giornata europea della protezione dei dati personali
La Giornata europea della protezione dei dati personali (in inglese Data Protection Day o Data Privacy Day) è una giornata internazionale celebrata annualmente il 28 gennaio, allo scopo di sensibilizzare e promuovere l'importanza della privacy e della protezione dei dati. La giornata è riconosciuta nei paesi del Consiglio d'Europa e negli Stati Uniti, Canada e Israele.
La giornata è stata istituita dal Consiglio d'Europa in data 26 aprile 2006 proprio nella giornata del 28 gennaio per ricordare la data di apertura alle firme della Convenzione n.108 del Consiglio d'Europa, nel 1981.
La convenzione n.108 del Consiglio d'Europa ha aperto l'epoca della protezione dei dati digitali, prima difesa soltanto dall'articolo 8 (Diritto al rispetto della vita privata e familiare) della Convenzione europea per la salvaguardia dei diritti dell'uomo e delle libertà fondamentali e da altre legislazioni non esplicitamente dedicate.
In occasione della giornata, si svolgono conferenze ed eventi dedicati alla divulgazione, sensibilizzazione e ricerca sul tema della privacy dei dati e loro processamento, indirizzati a istituzioni pubbliche, enti di ricerca, aziende e cittadini. Tra questi, uno degli eventi di maggiore rilevanza mondiale è il CPDP (Computers, Privacy and Data Protection) che si svolge annualmente in Bruxelles dal 2007.